# Sindarius Thornwell
Sindarius Thornwell, né le 15 novembre 1994 à Lancaster en Caroline du Sud, est un joueur américain de basket-ball évoluant aux postes d'arrière et ailier.

## Biographie

### Carrière universitaire
Après ses quatre années universitaires avec les Gamecocks de la Caroline du Sud, il se présente à la draft 2017 de la NBA.

### Carrière professionnelle
Le 22 juin 2017, il est choisi en 48e position par les Bucks de Milwaukee mais est directement échangé aux Clippers de Los Angeles.
Entre le 27 décembre 2017 et le 10 mars 2019, il est envoyé plusieurs fois chez les Clippers d'Agua Caliente en G-League.
Le 4 août 2019, il signe un contrat d'une saison avec les Cavaliers de Cleveland. Le 15 octobre 2019, il est coupé.
Le 26 octobre 2019, les Charge de Canton l'échange avec les Vipers de Rio Grande Valley contre un 1er tour de draft 2020.
Le 7 juillet 2020, il signe jusqu'à la fin de saison avec les Pelicans de La Nouvelle-Orléans.
Le 30 novembre 2020, il signe un nouveau contrat avec les Pelicans. Le 23 février 2021, Thornwell est licencié mais il signe un contrat de 10 jours avec les mêmes Pelicans. Il resigne un nouveau contrat de 10 jours avec les Pelicans, le 10 mars.
Le 4 mai 2021, il signe un contrat two-way en faveur du Magic d'Orlando.
En novembre 2021, Thornwell s'engage avec le Ratiopharm Ulm, club de première division allemande. Il est recruté pour pallier l'absence sur blessure de Christoph Philipps (de).
Il participe à la NBA Summer League 2022 avec les Bulls de Chicago.

## Clubs successifs
- 2013-2017 :  Gamecocks de la Caroline du Sud (NCAA)
- 2017-2019 :  Clippers de Los Angeles (NBA)
  - 2017-2019 :  Clippers d'Agua Caliente (G-League)
- 2019-2020 :  Vipers de Rio Grande Valley (G-League)
- 2020-2021 :  Pelicans de La Nouvelle-Orléans (NBA)
- 2021 :  Magic d'Orlando (NBA)
- 2021- :  Ratiopharm Ulm

## Statistiques

### Universitaires
| Saison    | Équipe          | Matchs | Titul. | Min./m | % Tir | % 3pts | % LF | Rbds/m. | Pass/m. | Int/m. | Ctr/m. | Pts/m. |
| --------- | --------------- | ------ | ------ | ------ | ----- | ------ | ---- | ------- | ------- | ------ | ------ | ------ |
| 2013-2014 | Caroline du Sud | 34     | 34     | 29,6   | 38,6  | 37,0   | 73,6 | 4,09    | 2,97    | 1,18   | 0,62   | 13,35  |
| 2014-2015 | Caroline du Sud | 33     | 33     | 30,6   | 34,0  | 26,8   | 71,6 | 4,88    | 2,21    | 1,30   | 0,33   | 11,12  |
| 2015-2016 | Caroline du Sud | 34     | 34     | 33,1   | 38,2  | 33,3   | 76,4 | 4,82    | 3,82    | 1,47   | 0,47   | 13,44  |
| 2016-2017 | Caroline du Sud | 31     | 31     | 34,0   | 44,4  | 39,2   | 83,0 | 7,13    | 2,77    | 2,13   | 0,97   | 21,39  |
| Carrière  | Carrière        | 132    | 132    | 31,8   | 39,2  | 33,9   | 77,1 | 5,19    | 2,95    | 1,51   | 0,59   | 14,70  |

### Professionnelles

#### Saison régulière NBA
| Saison    | Équipe              | Matchs | Titul. | Min./m | % Tir | % 3pts | % LF | Rbds/m. | Pass/m. | Int/m. | Ctr/m. | Pts/m. |
| --------- | ------------------- | ------ | ------ | ------ | ----- | ------ | ---- | ------- | ------- | ------ | ------ | ------ |
| 2017-2018 | L.A. Clippers       | 73     | 16     | 15,8   | 42,9  | 37,7   | 67,0 | 1,92    | 0,92    | 0,66   | 0,34   | 3,86   |
| 2018-2019 | L.A. Clippers       | 64     | 1      | 4,9    | 34,7  | 20,0   | 73,5 | 0,69    | 0,28    | 0,22   | 0,11   | 0,97   |
| 2019-2020 | La Nouvelle-Orléans | 2      | 0      | 17,7   | 54,5  | 50,0   | 50,0 | 2,00    | 2,00    | 0,50   | 0,50   | 8,00   |
| Carrière  | Carrière            | 139    | 17     | 10,7   | 41,9  | 35,7   | 67,2 | 1,32    | 0,63    | 0,46   | 0,23   | 2,55   |

Mise à jour le 11 avril 2019

#### Playoffs NBA
| Saison   | Équipe        | Matchs | Titul. | Min./m | % Tir | % 3pts | % LF | Rbds/m. | Pass/m. | Int/m. | Ctr/m. | Pts/m. |
| -------- | ------------- | ------ | ------ | ------ | ----- | ------ | ---- | ------- | ------- | ------ | ------ | ------ |
| 2019     | L.A. Clippers | 4      | 0      | 2,9    | 33,3  | 33,3   | 0,0  | 1,00    | 0,00    | 0,25   | 0,00   | 1,25   |
| Carrière | Carrière      | 4      | 0      | 2,9    | 33,3  | 33,3   | 0,0  | 1,00    | 0,00    | 0,25   | 0,00   | 1,25   |